# Ptisana microcarpa
Ptisana microcarpa är en kärlväxtart som först beskrevs av Georg Heinrich Mettenius och Constantin von Ettingshausen, och fick sitt nu gällande namn av Murdock. Ptisana microcarpa ingår i släktet Ptisana och familjen Marattiaceae. Inga underarter finns listade i Catalogue of Life.